# Mushroomhead (album)
Mushroomhead – debiutancki album amerykańskiej grupy muzycznej Mushroomhead.

## Lista utworów
1. "Slow Thing" – 3:45
2. "Elevation" – 3:33
3. "Too Much Nothing" – 3:19
4. "Intermission" – 2:05
5. "Ego Tripp" – 6:05
6. "Mommy" – 5:08
7. "2nd Thoughts" – 3:44
8. "Casualties in B Minor" – 1:15
9. "Indifferent" – 4:46
10. "Simpleton" – 2:23
11. "43" – 4:49
12. "Episode 29" – 3:36
13. "Snap" – 1:26
14. "Untitled" – 11:59

## Twórcy
- Jeffrey Nothing – śpiew, autor tekstów
- J Mann – śpiew, autor tekstów
- J.J. Righteous – gitara
- Dinner – gitara
- Mr. Murdernickel – gitara basowa
- Skinny – bębny, perkusja
- Shmotz – instrumenty klawiszowe
- DJ Virus – sample